# Disney Television Animation
Disney Television Animation és una filial de Disney Branded Television, divisió de The Walt Disney Company, es va fundar l'any 1984, aquesta empresa s'especialitza en la producció de sèries animades, pel·lícules, especials i altres projectes per als canals de televisió de la companyia (Disney Channel, Disney XD i Disney Júnior), així com per al seu servei de streaming Disney+.
Va ser fundada sota el nom de The Walt Disney Pictures Television Animation Group, i reestructurat com Walt Disney Television Animation Studios l'any 1998.

## Història

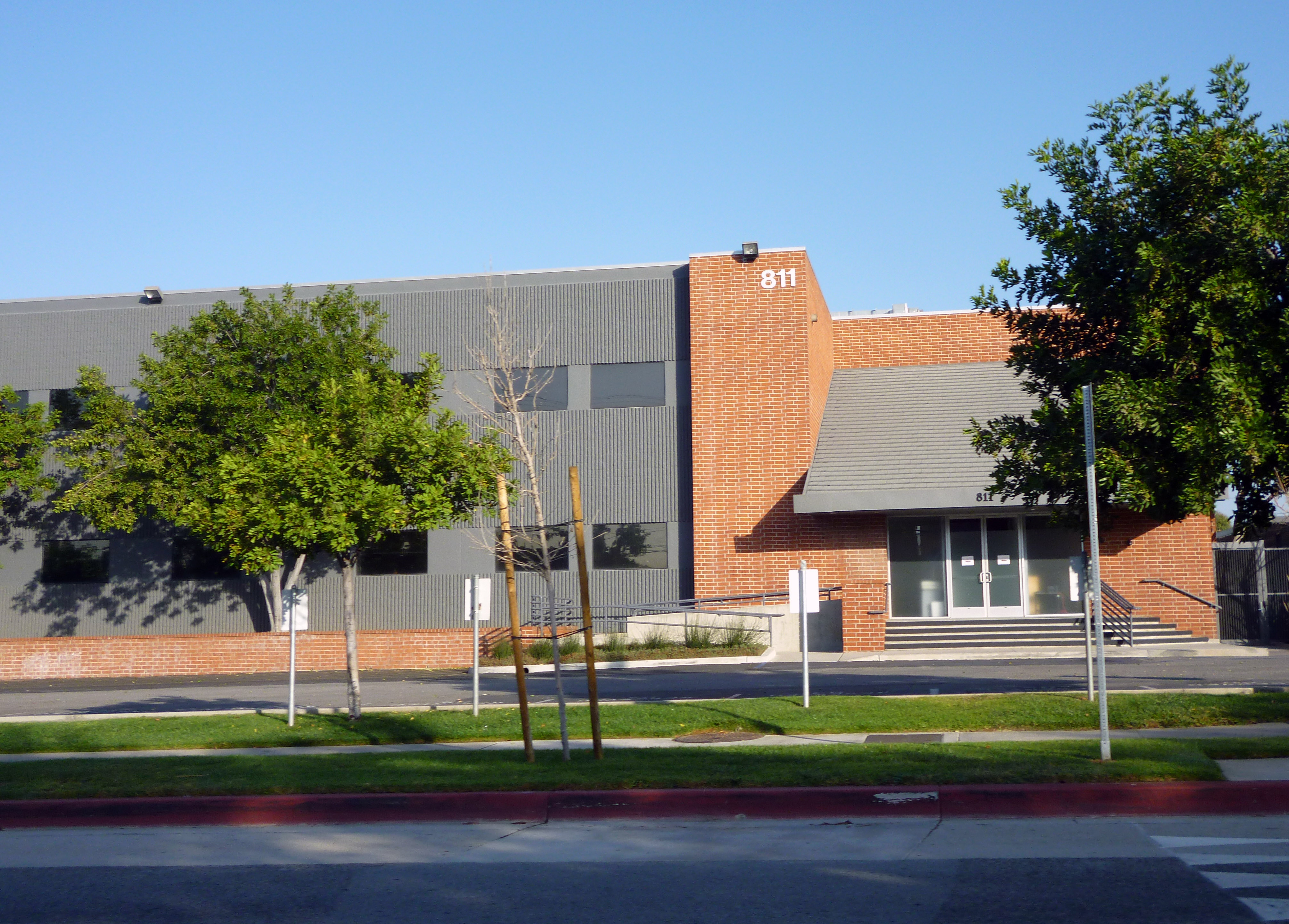
Estudi d'animació de Disney Television Animation

L'any 1984 l'organització de la Walt Disney Company va contractar a Michael Eisner. A més, els animadors de Walt Disney Pictures van formar a una divisió especialitzada en la producció de sèries animades. Els presidents executius que estaven a càrrec de l'empresa en aquell moment eren Tom Ruzicka (qui posteriorment va deixar la producció i es va mudar a Universal Animation Studios), Bill Gross (anterior president de Jumbo Pictures), Sharon Morrill (nominada més tard com a presidenta de DisneyToon Studios), Maia Mattise, Lenora Hume i Barbara Ferro.
El cicle d'animació de televisió de Disney va començar a mitjans de l'any 1985, amb Els Wuzzles i Les aventures dels Óssos Gummi. L'any 1987, Disney finalment va donar a conèixer la sèrie més recent encara en el seu cicle, i la primera en la seva reeixida línia de sindicats d'espectacles animats, Patoaventuras.  El xou va ser un èxit suficient per a generar un llargmetratge, Duck Tales la pel·lícula: El tresor del llum perdut (que va ser la primera pel·lícula de la televisió d'animació de la unitat Disney MovieToons), i dues sèries spin-off: Darkwing Duck i Quack Pack.
L'èxit de PatoAventuras va obrir el camí per a una nova etapa de sèries de televisió animades d'alta qualitat, incloent-hi Les noves aventures de Winnie the Pooh l'any 1988.
Més tard, a principis de la primavera, concretament el dia 4 de març de 1989, Xip 'n Dóna-li Rescue Rangers va debutar i va ser aparellat amb Patoaventuras en un espectacle.
Durant la temporada de 1990-1991, Disney va expandir més la idea i va crear La tarda de Disney: un bloc de 2 hores dels dibuixos animats de la companyia, on cadascun d'ells tenia un espai de 30 minuts aproximadament. Es va estrenar el 10 de setembre de 1990. Patoaventuras va ser un dels primers dibuixos animats insígnia.
El 24 d'agost de 1994, amb la renúncia de Jeffrey Katzenberg, Richard Frank es va convertir en cap de la recentment formada Walt Disney Televisió & Telecommunications (WDTT), que va incloure WDTA, des de les unitats de The Walt Disney Studios. Morrill estava a càrrec de la seqüela de pel·lícula directament per a vídeo de Aladdin llançat per la unitat Disney Vídeo Premieres.
Tres estudis Disney a l'estranger es van establir per a produir la sèrie animada de televisió de la companyia. Disney Animation Austràlia es va iniciar l'any 1988.
L'any 1989, els germans Brizzi van vendre Brizzi Movies a Disney Television Animation i va passar a dir-se Walt Disney Animation France.  Aquell mateix any, Disney Animation va iniciar-se al Japó. Walt Disney Animation Canadà, va obrir-se el gener de 1996, per a aprofitar la gran quantitat d'animadors del Canadà. A mesura que les produccions directe a vídeo van augmentar en importància, els estudis a l'estranger van començar a fer llargmetratges.
Els estudis, originalment, eren una acadèmia d'elaboració de pel·lícules situada en el nord de Hollywood. Concretament a l'avinguda Cahuenca. Però en l'any 1998 la companyia es va mudar a Burbank, Califòrnia, a l'edifici Frank G, Wells.
Gary Krisel esperava ser promogut per a dirigir WDTT (després de la renúncia de Frank al març de 1995), però això no va acabar sent així. Krisel va deixar WDTA acabat el seu contracte .
En el moment en què Walt Disney Company es va fusionar amb Capital Cities/ABC, TV Animation era una unitat de Walt Disney Television dins de la Walt Disney Television and Telecommunications (WDTT). Amb el retirament del president del grup WDTT, Dennis Hightower, l'abril de 1996, i el curs de reorganització després de la fusió, la unitat va ser traslladada a The Walt Disney Studios.
L'abril de 1998, Movietoons va ser fusionat amb Disney Vídeo Premiere i els especials de televisió de Disney Television Animation, amb Morril sent ascendida a vicepresidenta executiva. Al mateix temps, Barry Blumberg va ser ascendit a vicepresident executiu de la xarxa. Tots dos foren informants del president de Walt Disney Television, Charles Hirschhorn.
En el segon trimestre dels 2000, a causa del feble acompliment financer, Walt Disney Animation Canadà estava tancat. David Stainton es va fer càrrec de l'empresa com a vicepresident executiu el gener de 2000 i després com a president el febrer de 2002, un cop va sortir Thomas Schumacher. Posteriorment, l'any 2002 es va crear una seu secundària en l'edifici de Sonora.
El gener de 2003, Disney va iniciar una reorganització de les seves unitats teatrals i d'animació per a millorar l'ús de recursos i continuar enfocant-se en nous personatges i desenvolupament de franquícies.
A continuació, Disney va transferir tota l'animació televisiva a Disney Channels Worldwide. En aquesta reorganització, la unitat de Disney MovieToons/Disney Vídeo Premieres va passar de l'animació televisiva a l'animació de llargmetratges.
Després, l'estudi va passar a dir-se Disneytoon Studios. Mentrestant, Stainton va assumir com a president de Disney Feature Animation de Schumacher, Blumberg va tornar a WDTVA com a president.
Kim Possible es va convertir en la primera caricatura produïda per Disney Channel (ja que Jambalaya Studio va produir The Proud Family per la cadena).
Després del nou canvi d'enfocament de la companyia, l'any 2004, Disney va formar una empresa conjunta amb Jetix Europe N.V. denominada "Jetix Animation Concepts" per a produir programes originals a tot el món.
Les tres sèries inclouen: Super Robot Monkey Team Hyperforce Go!, Get Ed i Yin Yang Jo! Juntament amb quatre produïts per SIP Animation: The Tofus, W.I.T.C.H., A. T. O. M. i Blego Nens. Jetix normalment s'emetria com un bloc en Toon Disney (i la xarxa germana ABC Family fins al 31 d'agost de 2006) en els EE. UU., o com a canal a escala internacional (segons la regió).
Al llarg de la dècada dels 2000, Disney va continuar creant noves animacions orignials de Disney Channel i Playhouse Disney com: Lilo & Stitch: The Sèries, Dave the Barbarian, Brandi & Mr. Whiskers, Mickey Mouse Clubhouse, My Friends Tigger & Pooh i The Emperor's New School ja estava en producció.
En aquest punt, les sèries animades eren produïdes únicament per la divisió d'animació de la cadena. Així que Disney Channel va començar a experimentar amb noves tècniques d'animació per a reduir costos sota el restablert Disney Channels Worldwide.
The Buzz on Maggie va ser una de les primeres sèries de Disney a utilitzar completament l'animació d'Adobe Flash, la qual cosa estalviava costos i permetia l'experimentació.
American Dragon: Jake Long (que es va estrenar només uns mesos abans) i The Replacements van rebre nous dissenys, els quals, en les seves segones temporades, eren més nets  (digne d'esment, ja que totes dues sèries es van originar com els llibres de contes dels seus creadors) per a facilitar els estils d'animació per a ajustar-se als pressupostos de televisió.
L'èxit de Kim Possible també va ajudar a demostrar que hi havia valor de màrqueting en els dibuixos animats de Disney Channel, ja que la cadena va ordenar una quarta temporada (a diferència de les tres temporades estàndard de 65 episodis).
Disney, poc després, va llençar Phineas i Ferb, un cop es va dur a terme el tancament de Kim Possible. Aquesta nova sèrie va superar-la com la sèrie animada de major durada.
l'Any 2009, Disney-ABC Television Group va canviar el nom de Toon Disney i Jetix com Disney XD i la marca Jetix es va retirar oficialment en 2010. L'objectiu era simplificar la comercialització de canals fusionant les dues marques.
L'any 2011, el bloc ABC Kids també va tancar. A principis de la dècada de 2010, el grup de televisió va començar a crear alguns programes originals per al nou canal Disney XD.
El grup va canviar el nom de l'estudi d'animació a Disney Television Animation. Playhouse Disney va ser rebatejat com Disney Júnior el 2011 i va rebre canals independents l'any 2012; reemplaçant a Soapnet (nacionalment) i els canals Jetix Play (a escala internacional).
Kick Buttowski: Suburban Daredevil es va convertir en el primer programa animat original de Disney XD que va precedir Fish Hooks de Disney Channel. Els següents dibuixos animats de Disney XD van ser Motorcity, Tron Uprising, Randy Cunningham: 9th Grade Ninja i Penn Zero: Part-Time Hero.
Tots ells van ser coproduïts per altres recursos d'animació, excepte The 7D (que originalment va rebre llum verda per a Disney Júnior). Malgrat continuar fent programes originals per al canal principal l'any 2014, la majoria dels programes animats com Gravity Falls i Wander Over Yonder van canviar a Disney XD Originals. Mickey Mouse, Descendants: Wicked World i Tangled: The Sèries van continuar sent els únics programes que no es van traslladar a l'altre canal.
L'any 2016, Disney XD va donar llum verda a Big City Greens (llavors titulat: Country Club); no obstant això, la producció va haver de detenir-se a causa de l'abundància d'espectacles de DTVA en aquest moment. Disney acabava d'anunciar Milo Murphy's Law per a Disney XD aquest mateix any, juntament amb un reboot de DuckTales ja el 2015.
No obstant això, per a renovar el màrqueting, Disney va cessar la producció de tots els programes originals de Disney XD. Els últims programes creats van ser Pickle and Peanut, Future-Worm! i Billy Dilley.
A principis del 2018, Disney Channels Worldwide va anunciar oficialment que tornaria l'animació a Disney Channel. Aquest canvi va significar que DTVA produiria principalment programes per a Disney Channel i Disney Júnior.
Al febrer d'aquell mateix any, l'estudi va donar llum verda a dues noves sèries: Amphibia i The Owl House, per a marcar el seu retorn a l'animació.
Big City Greens (que inicialment tenia la intenció de ser per a Disney XD) va canviar a Disney Channel. Els programes restants produïts exclusivament per l'estudi, com Star vs. The Forces of Evil, DuckTales, Big Hero 6: The Sèries i Milo Murphy's Law, també van moure les seves estrenes, amb moltes de les seves produccions acabades.
El 2019, Disney va donar llum verda a un altre nou programa, The Ghost and Molly McGee (originalment titulat: The Cursi of Molly McGee) i <u id="mwug"><i id="mwuw">Moon Girl and Devil Dinosaur</i></u> (una coproducció amb l'estudi germà corporatiu Marvel Animation). Molts dels següents programes originals de Disney Júnior han canviat de nom a "Disney Júnior" en lloc de simplement "Disney", que s'utilitza principalment per als programes de Disney Channel. No obstant això, els programes originals de Disney+ continuarien sent una marca separada.
Al juliol, Disney Television Animation va signar contractes generals amb 17 creadors i animadors. Aquesta empresa segueix una tendència en la programació infantil iniciada per Netflix.
El 10 de desembre de 2020, Walt Disney Animation Studios, el braç d'animació de llargmetratges de Disney, i l'estudi germà Pixar, van anunciar que s'expandirien a la programació de televisió. Actualment, es desconeix si això tindrà algun impacte en DTVA o no.
Al febrer de 2022, es va informar que DTVA està treballant en una pel·lícula animada titulada Superfudge juntament amb AGBO per a Disney+. També s'està treballant en una pel·lícula anomenada Confessions Of An Imaginary Friend. L'estudi també està desenvolupant una pel·lícula titulada School for Sensitive Souls com a part del nou acord general de l'expresident de Disney Branded Television, Gary Marsh, amb Disney. Les tres pel·lícules seran les primeres pel·lícules originals de DTVA des de la fallida pel·lícula pilot de Fluppy Dogs
DTVA també està treballant en aproximadament 31 pel·lícules originals que s'estrenaran en Disney Channel, Disney Júnior i Disney+.
Al març de 2022 es va confirmar que l'estudi col·laborarà amb el seu estudi germà especialitzat en animació adulta 20th Television Animation per a la creació de futures sèries animades, minisèries i pel·lícules per a una audiència jove adulta per a Disney+ iniciant amb Rhona Who Lives By The River.